# Mouvement populaire contre l'Union européenne
Le Mouvement populaire contre l’Union européenne (danois : Folkebevægelsen mod UE) est une association politique danoise contre l’Union européenne. Il a été fondé en 1972 lors de la campagne du « Non » au référendum pour l’entrée du Danemark dans la CEE et prend part depuis lors uniquement aux élections européennes.

## Programme
L'objectif premier du Mouvement populaire contre l'Union européenne est que le Danemark quitte l'Union européenne (UE) et de rejoigne l'Association européenne de libre-échange, contrairement à certaines autres organisations eurosceptiques qui espèrent pouvoir réformer l'UE. Selon le mouvement, il soutient la démocratie, le développement durable et une coopération accrue au sein d'organisations telles que les Nations unies, l'Organisation pour la sécurité et la coopération en Europe, le Conseil de l'Europe et le Conseil nordique. Il s'est opposé fermement au Traité de Lisbonne et a fait campagne pour un référendum danois sur la Constitution européenne.[réf. nécessaire]
Le Mouvement populaire contre l'Union européenne est un mouvement inter-parti. Il ne se considère pas comme un parti politique et refuse de se situer sur l'échelle traditionnelle gauche/droite. Il ne participe donc pas aux élections législatives ou locales. Sa base traditionnelle se trouve parmi les partisans de la gauche et les membres des syndicats, mais il y a aussi des membres non partisans et non socialistes, par exemple du Parti social-libéral, des Sociaux-démocrates, du Parti conservateur, des Verts et du Parti de la justice. Le mouvement vise à coopérer avec d'autres forces politiques, bien qu'il se soit distancé du Parti populaire danois, eurosceptique et de droite.[réf. nécessaire]
Le terme « Mouvement populaire » (autre traduction possible : mouvement du peuple) est courant au Danemark et ne fait pas allusion au socialisme, mais signifie plutôt « large mouvement pour une cause commune ». Plusieurs partis danois se qualifient de partis populaires (folkeparti).[réf. nécessaire]

## Histoire
Le Mouvement populaire contre l'Union européenne a été fondé en 1972, à l'approche du référendum sur l'adhésion du Danemark à la Communauté européenne. À l'époque, le Mouvement populaire rassemblait les opposants à l'adhésion du Danemark. Depuis 1972, le Danemark a organisé six référendums sur l'extension des traités CE/UE, principalement sur la base de la disposition de la Constitution relative à la souveraineté. Lors de chaque référendum, le Mouvement populaire a recommandé de voter contre. Sa demande en 2008 de soumettre le traité de Lisbonne au référendum n'a pas été acceptée. 
Depuis 1979, le parti a participé aux élections du Parlement européen, où il a été représenté jusqu'en 2019. Sa part de l'électorat a progressivement décru, passant de quatre sièges sur quinze en 1979 à un seul en 2014, puis plus du tout en 2019. 
De 1999 à 2002, le Mouvement populaire contre l'Union européenne faisait partie du groupe pour l'Europe des démocraties et des différences (EDD) au Parlement européen, mais est ensuite passé au statut de membres associés du groupe Gauche unitaire européenne/Gauche verte nordique (GUE/NGL). Ce changement est intervenu alors que des dissensions opposaient le député du Mouvement populaire à l'autre député danois membre d'EDD, issu lui du Mouvement de juin.
Lors des élections européennes de 2019, le Mouvement populaire a perdu son siège unique et, pour la première fois depuis 1979, il n'est pas représenté au Parlement européen. Cette perte a été largement considérée comme étant causée par l'entrée en lice de l'Alliance rouge et verte, qui a traditionnellement soutenu le parti, mais a décidé de se présenter aux élections pour la première fois, et a remporté un siège. La députée européenne sortante, Rina Ronja Kari, a réagi en déclarant que le mouvement allait perdurer et que "l'opposition à l'Union européenne n'est pas morte". En octobre 2019, le poste de président a été créé et, en novembre, Susanna Dyre-Greensite a été élue à ce poste.
Le mouvement compte environ 3 500 membres.

## Élections européennes

### Résultats
| Année | %    | Mandats | Tête de liste     | Rang | Groupe          |
| ----- | ---- | ------- | ----------------- | ---- | --------------- |
| 1979  | 20,9 | 4 / 15  | Jens-Peter Bonde  | 2e   | CDI             |
| 1984  | 20,7 | 4 / 15  | Jens-Peter Bonde  | 2e   | ARC             |
| 1989  | 18,9 | 4 / 16  | Jens-Peter Bonde  | 2e   | ARC             |
| 1994  | 10,3 | 2 / 16  | Ole Krarup (en)   | 5e   | EDN, puis I-EDN |
| 1999  | 7,3  | 1 / 16  | Ole Krarup        | 6e   | EDD             |
| 2004  | 5,2  | 1 / 14  | Ole Krarup        | 8e   | GUE/NGL         |
| 2009  | 7,2  | 1 / 13  | Søren Søndergaard | 6e   | GUE/NGL         |
| 2014  | 8,1  | 1 / 13  | Rina Ronja Kari   | 6e   | GUE/NGL         |
| 2019  | 3,7  | 0 / 14  | Rina Ronja Kari   | 8e   |                 |

### Anciens députés au Parlement européen
- Else Hammerich (1979–1989).
- Sven Skovmand (1979–1984).
- Jørgen Bøgh (1979–1987).
- Jens-Peter Bonde (1979–1992) – Mouvement de juin (1992–2008).
- Ib Christensen (1984–1994).
- Birgit Bjørnvig (1987–1992) – Mouvement de juin (1992–1994).
- Ulla Sandbæk (1989–1994).
- Lis Jensen (1994–1999).
- Jens Okking (2002–2003) – Mouvement de juin (1999–2002), remplacé par Bent Hindrup Andersen en 2003.
- Ole Krarup (1994–2006).
- Søren Søndergaard (2007–2014).
- Rina Ronja Kari (2014–2019).